# Série 20 SNCB
La locomotive électrique série 20 de la SNCB est une puissante motrice à six essieux (disposition CC) conçue pour la traction de convois lourds sur les lignes 162 et 161 (ligne du Luxembourg) qui relient Bruxelles et Namur à Arlon et Luxembourg (ville).
Un premier lot de 15 machines fut livré en 1975/1976, suivi de 10 machines complémentaires en 1977. La dernière circulation commerciale eut lieu le 31 décembre 2013.

## Caractéristiques
Cette petite série de machines est la première à être équipée de hacheurs à thyristors pour moduler la puissance au démarrage, à la place d'un système à résistances (JH ou manuel). Cela induisit une mise au point laborieuse, émaillée de multiples problèmes de jeunesse. Leur taux d'utilisation est également limité (moins de 20 machines utilisées simultanément), afin de faire face aux indisponibilités consécutives aux pannes. Cependant, les dispositifs techniques validés sur cette série permirent de dériver les très fiables séries 21 et 27.
Leur puissance est telle qu'il est interdit de faire circuler un couplage de deux locomotives de la série 20 à pleine puissance, au risque d'arracher les attelages. On les voyait toutefois occasionnellement circuler en double traction avec une machine des séries 21, 23 ou 26.
Il s'agit, avec les locomotives série 18, des seules locomotives électriques belges de disposition CC ainsi que du dernier modèle, tout mode de traction confondu, à adopter cette disposition en Belgique.

## Historique
- À la fin des années 1960, la SNCB conçoit une locomotive polytension lourde qui ne verra finalement pas le jour, à la suite de l'acquisition des locomotives de la (première) série 18 développée par GEC - Alsthom. De ces plans sera toutefois dérivé une locomotive monocourant : la série 20.

- Vu leur utilisation, ces motrices sont affectées à la ligne du Luxembourg et à l'atelier de traction de Ronet jusqu'à sa fermenture en 1980;Elles migrent alors vers l'atelier de Stockem (MKM). Elles sont initialement revêtues d'une livrée verte intégrale, à l'exception des deux dernières machines qui recevront directement une livrée à dominante jaune entrée en vigueur au moment de leur livraison.

- Elles seront repeintes en livrée bleue au gré de leurs révisions, dans les années 1980 et 1990.

- La 2020 a été mise à la ferraille, à la suite d'un accident à Hatrival le 13/05/1992. Elle fut avant cela "cannibalisée" pour remettre la 2010 - également victime d'un accident - en état.

- Jusqu'en juin 2001, elles sont omniprésentes sur les rames voyageurs tractées (trains internationaux et trains de pointe) ainsi qu'en trafic marchandise, à destination des triages de Stockem et de Luxembourg ville.

- En juin 2001, les rames de voyageurs tractées se font rares (les trains internationaux disparaissent progressivement) et le trafic marchandise est repris par la série 13 qui transitent majoritairement par la ligne "Athus - Meuse" (L 165 et L 166). Une majorité de série 20 est réaffectée en priorité au sillon marchandise entre le port d'Anvers et Montzen où leur puissance est la bienvenue.

- En juin 2003, le nombre de machines affectées à la ligne du Luxembourg augmente afin d'assurer la traction de nouvelles voitures à deux niveaux de type M6 en heure de pointe. Cette affectation sera régulièrement remise en cause par les CFL qui les trouvent peu fiables, ce qui constitue un problème car les capacités d'accueil de la gare de Luxembourg (ville) sont limitées à la suite d'un ambitieux plan de restructuration. Ce service est donc partagé avec la série 13 et ses consœurs de la série 3000 des CFL.

- En 2007, le système de signalisation Memor II+ devient obligatoire pour circuler sur le réseau ferré luxembourgeois (RFL). les 7 premières machines de la série sont dotées de l'équipement nécessaire, et deviennent les seules autorisées à circuler au Luxembourg.

- En 2008, l'électrification de la jonction Montzen - Aix-la-Chapelle (Aachen) voit l'arrivée de la (seconde) série 28 entre les ports belges et les gares de triage allemandes d'Aix-la-Chapelle et Cologne (Gremberg) qui permettent d'économiser un relais de traction, mais impliquent des motrices polytension. Les locomotives de la série 20 libérées sont réaffectées aux navettes entre le port d'Anvers et celui de Zeebruges.

- En 2010, Elles assurent journellement (N7) aussi 4 trains (aller, retour) entre  Kinkempois et Anvers (54200 , 52400 , 54201 et 52401). elles roulent également régulièrement entre  Anvers et les gare de formation hennuyères de Monceau et Châtelet.

- Fin 2011, elles profitent de la mise à la retraite des série 26 pour reprendre certains roulements marchandise de ces dernières. Mais la mise en service des série 18 pousse de plus en plus de série 13 vers le fret, et la SNCB a donc décidé de suspendre les révisions de la série 20 (la 2024 est la dernière à avoir été révisée), avec une mise à la retraite envisagée à l'horizon 2014-2015, soit au terme des 40 ans de carrière réglementaires. Le parc de B-Logistics (la filiale "marchandises" de la SNCB)  sera alors ramené à 3 types d'engins de traction : les séries 13, 28 et 77/78. Seule une recrudescence de la demande en fret pourrait leur valoir quelque répit...
- Début 2013, elles perdent leurs services marchandises et sont progressivement retirées du service. Quelques machines sont maintenues tant bien que mal vu l'absence d'entretien. Elles tirent encore quelques rames tractées à destination du Luxembourg (car les motrices de la série 13 qui assurent ces trains perdent leur agrément sur le réseau luxembourgeois lorsqu'elles sont équipées pour la signalisation TBL 1+). Le retrait définitif de la série 20 fut planifié pour le nouvel horaire (du 15 décembre 2013).
- C'est finalement le 31 décembre 2013 que la 2003 assure un dernier aller-retour Luxembourg - Bruxelles (trains IC  2127/2108). La SNCB aura ainsi tenu son engagement (découlant de l'accident ferroviaire de Buizingen) de disposer d'un parc de traction totalement équipé du système anti franchissement de feux rouges TBL 1+ (dont la série 20 est dépourvue) avant fin 2013.
- Le 1er janvier 2014 survient donc la radiation de la série (à l'exception de la 2005 qui est conservée en parc). La 2001 semble promise à conservation par le patrimoine historique de la SNCB alors que l'association PFT profite de la mise en parc de la 2005 pour la faire circuler à deux reprises mi 2014, repeinte dans sa livrée verte d'origine[1]. Finalement, le PFT a acquis, début 2015, la 2021 complète et révisée en ordre de marche[2].
- La locomotive 2005 a été acquise par le "Musée du Chemin de Fer de Treignes". Garée à l'abri dans les bâtiments du dépôt de Schaerbeek, elle a été transférée jusque Mariembourg le 15 novembre 2018 et son périple jusque Treignes s'est terminé le 18 novembre 2018.

## Modélisme
La série 20 a été reproduite à l'échelle HO par la firme autrichienne Roco et Mathu Models.

## Galerie d’images

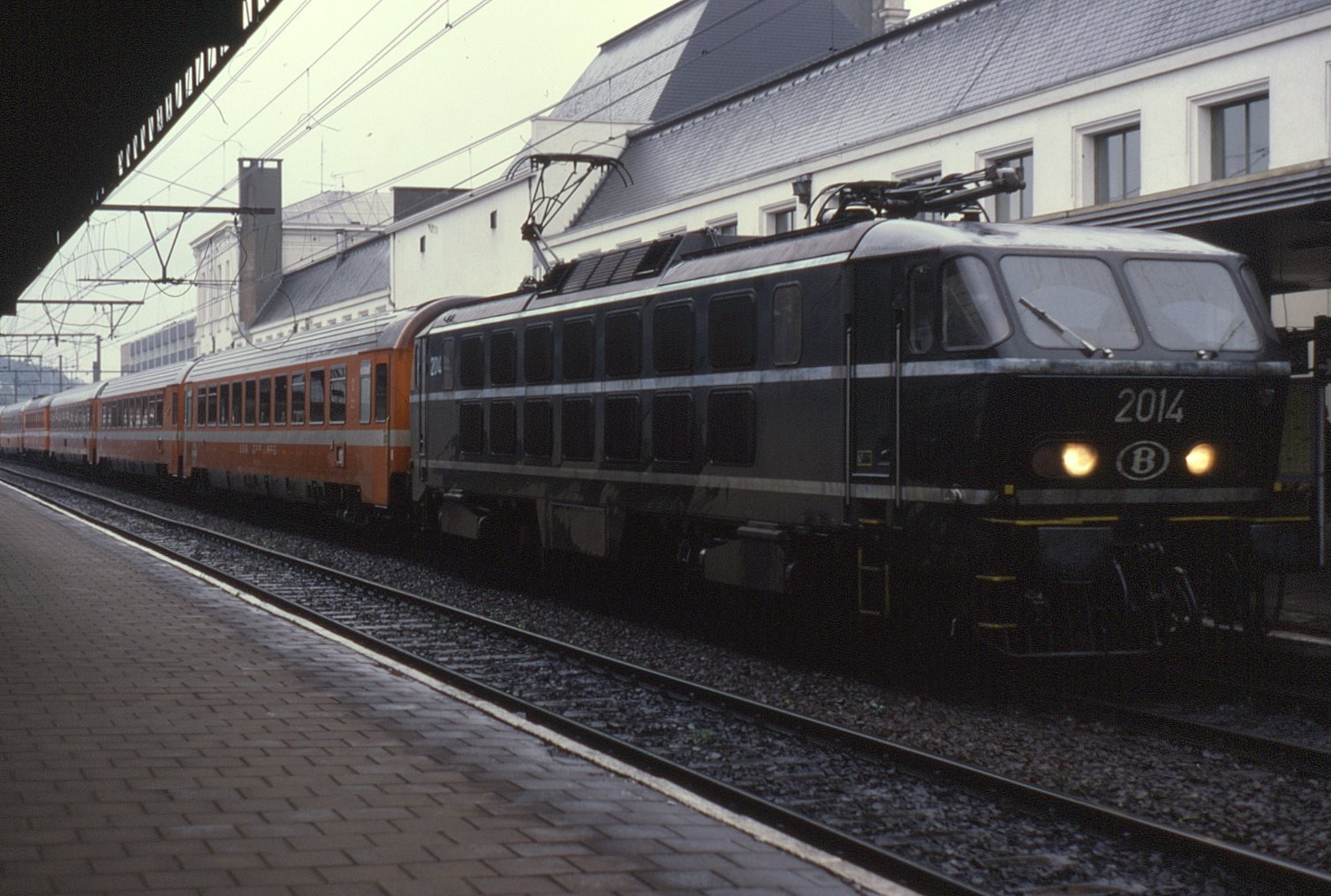
Train en provenance de suisse au crochet de la 2021 (livrée verte) à Namur.
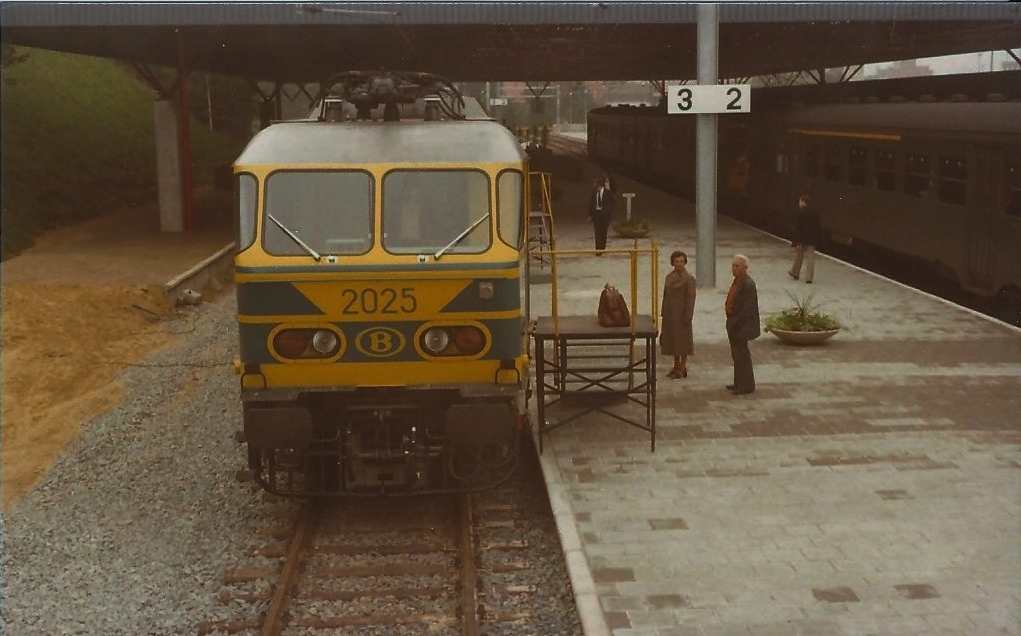
La 2025, en livrée jaune lors de l'inauguration de la gare de Genk.
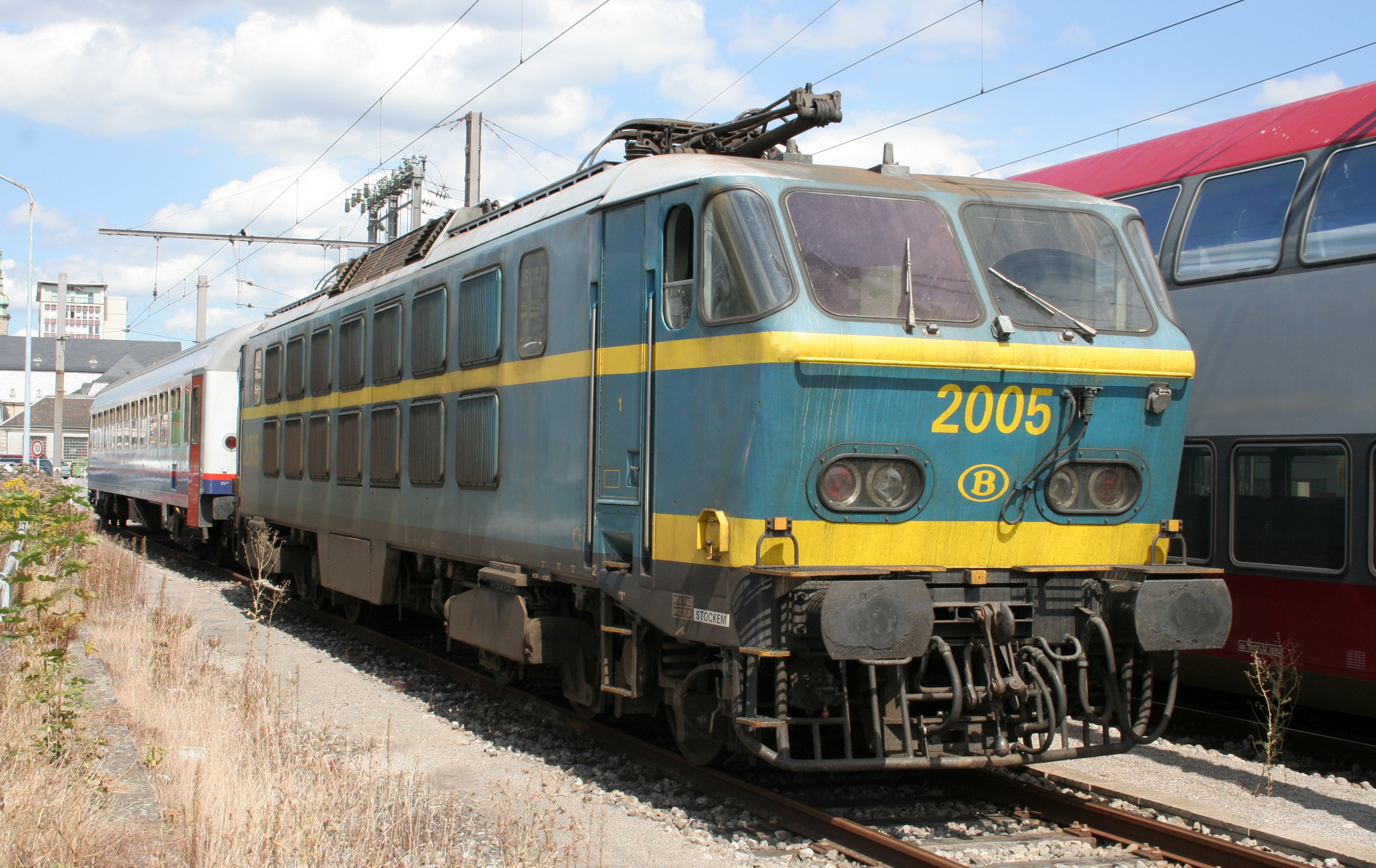
La 2005 à Luxembourg, le 13-08-2007.
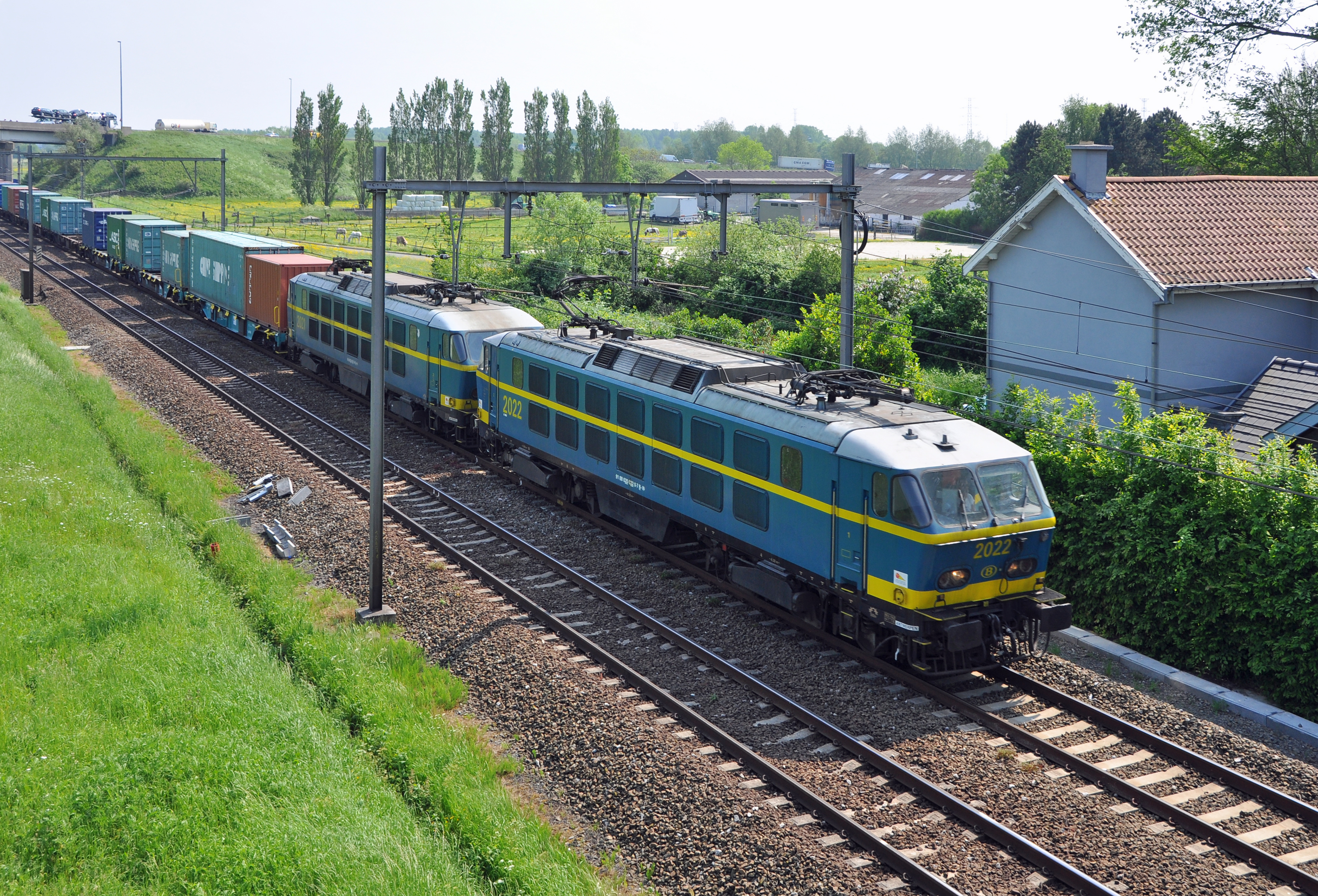
La 2022, et la 2021 en véhicule, près de Zeebruges.
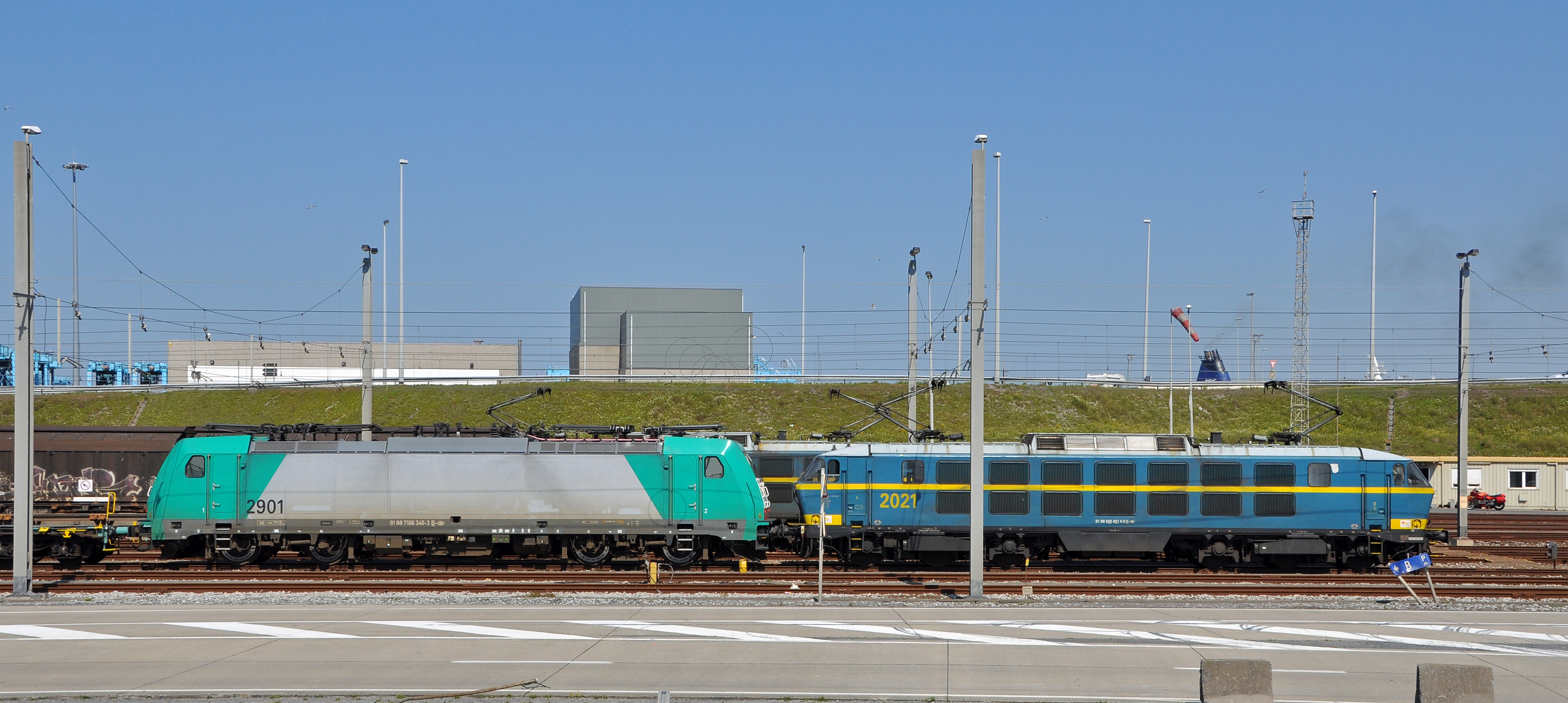
Double traction entre une série 20 et sa remplaçante, la série 29.